# Patinatge artístic als Jocs Olímpics d'hivern de 2002 - Individual masculí
Als Jocs Olímpics d'Hivern de 2002 celebrats a la ciutat de Salt Lake City (Estats Units) es disputà una prova de patinatge artístic sobre gel en categoria masculina que formà part del programa oficial dels Jocs.
La competició se celebrà entre els dies 12 i 14 de febrer de 2002 a les instal·lacions del Delta Center.

## Comitès participants
Hi participaren un total de 29 patindors de 28 comitès nacionals diferents.
| - Austràlia (1) - Azerbaidjan (1) - Bèlgica (1) - Belarús (1) - Bulgària (1) |  | - Canadà (2) - Corea del Sud (1) - Estats Units (3) - Estònia (1) - França (2) |  | - Geòrgia (1) - Hongria (1) - Itàlia (1) - Japó (2) - Romania (1) |  | - Rússia (3) - Suïssa (1) - Ucraïna (1) - Uzbekistan (1) - R.P. de la Xina (3) |

## Resum de medalles
| Or              | Argent              | Bronze         |
| Aleksei Iagudin | Ievgueni Pliúsxenko | Timothy Goebel |

## Resultats

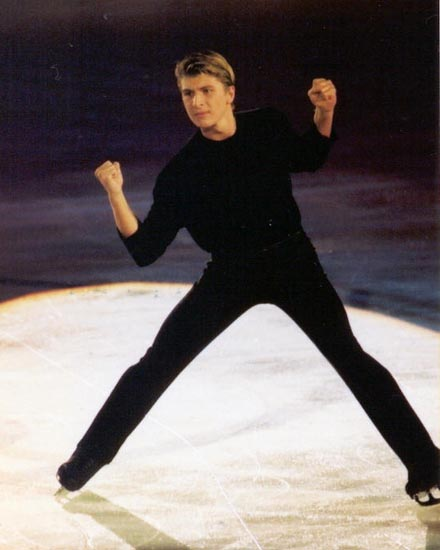
Imatge d'Alexei Yagudin.

| Posició                           | Nom                  | CON             | PC   | PL | Pts. |
| --------------------------------- | -------------------- | --------------- | ---- | -- | ---- |
| 1                                 | Alexei Yagudin       | Rússia          | 1.5  | 1  | 1    |
| 2                                 | Evgeni Plushenko     | Rússia          | 4.0  | 4  | 2    |
| 3                                 | Timothy Goebel       | Estats Units    | 4.5  | 3  | 3    |
| 4                                 | Takeshi Honda        | Japó            | 5.0  | 2  | 4    |
| 5                                 | Alexander Abt        | Rússia          | 7.5  | 5  | 5    |
| 6                                 | Todd Eldredge        | Estats Units    | 10.5 | 9  | 6    |
| 7                                 | Michael Weiss        | Estats Units    | 11.0 | 8  | 7    |
| 8                                 | Elvis Stojko         | Canadà          | 11.5 | 7  | 8    |
| 9                                 | Li Chengjiang        | R.P. de la Xina | 12.0 | 6  | 9    |
| 10                                | Anthony Liu          | Austràlia       | 15.0 | 10 | 10   |
| 11                                | Frederic Dambier     | França          | 16.5 | 11 | 11   |
| 12                                | Kevin Van Der Perren | Bèlgica         | 19.5 | 13 | 13   |
| 13                                | Ivan Dinev           | Bulgària        | 20.0 | 12 | 14   |
| 14                                | Brian Joubert        | França          | 20.5 | 17 | 12   |
| 15                                | Stephane Lambiel     | Suïssa          | 24.0 | 16 | 16   |
| 16                                | Zhang Min            | R.P. de la Xina | 24.5 | 19 | 15   |
| 17                                | Vakhtang Murvanidze  | Geòrgia         | 26.0 | 18 | 17   |
| 18                                | Dmitri Dmitrenko     | Ucraïna         | 28.5 | 21 | 18   |
| 19                                | Roman Skorniakov     | Uzbekistan      | 29.0 | 20 | 19   |
| 20                                | Li Yunfei            | R.P. de la Xina | 30.0 | 14 | 23   |
| 21                                | Sergei Davydov       | Belarús         | 31.5 | 15 | 24   |
| 22                                | Yosuke Takeuchi      | Japó            | 32.0 | 24 | 20   |
| 23                                | Gheorghe Chiper      | Romania         | 32.5 | 23 | 21   |
| 24                                | Sergei Rylov         | Azerbaidjan     | 33.0 | 22 | 22   |
| No realitzaren el programa lliure |                      |                 |      |    |      |
| 25                                | Zoltan Toth          | Hongria         |      | 25 |      |
| 26                                | Angelo Dolfini       | Itàlia          |      | 26 |      |
| 27                                | Margus Hernits       | Estònia         |      | 27 |      |
| 28                                | Lee Kyu-Hyun         | Corea del Sud   |      | 28 |      |
| 29                                | Emanuel Sandhu       | Canadà          |      |    |      |